# Братская могила (Новоключи)
Братская могила пяти партизан Гражданской войны, расстрелянных колчаковцами — воинское захоронение, расположенное в селе Новоключи Купинского района Новосибирской области. В братской могиле захоронены 5 партизан Гражданской войны, из которых имена троих установлены. Является памятником истории и охраняется государством как объект культурного наследия регионального значения.

## История
В 1918 году чехословацкий корпус ликвидировал на большой части Сибири власть большевиков. В следующем году начались массовые крестьянские восстания против белых, создавались движения партизанов. В ряде населенных пунктов современного Купинского района, среди которых Новоключи, также начались выступления. Данные села находились не особо близко к Купину, окрестности которого были буферной зоной. Карательные отряды вели борьбу с партизанами и расправлялись с ними. Однако 20 ноября того же года Купино было освобождено красными, белогвардейские войска отступили на восток.
Первый обелиск установили в 1921 году Григорий Земляков и Иван Шамаев. Новый памятник был установлен через 34 года, а 22 ноября 1960 года решением облисполкома объекту присвоен статус памятника истории регионального значения, охрана была поручена сельскому исполнительному комитету. В решении было помещено следующее описание: «памятник деревянный, увенчан звездой, обнесён оградой. Требуется текущий ремонт». По состоянию на тот год памятник находился на территории колхоза имени Кирова.
После 2013 года внешний вид мемориала претерпел изменения: была утрачена металлическая надпись «НИЧТО НЕ ЗАБЫТО» и демонтированы оставшиеся от нее каркасы, надмогильное сооружение было обшито металлосайдингом, были установлены новые мемориальные доски на пилонах (взамен композиций с красными звёздами, находившихся там ранее) и на пирамиде, облицован постамент.
В 2014 году были приняты меры по сохранению памятника: установлен режим использования земель, а также более строгий режим охраны.

## Описание
Мемориал расположен в центральной части населённого пункта рядом со школой. Адрес — Школьная улица, 1. Композиция включает в себя обелиск, по бокам от которого находятся два пилона, выдвигающиеся вперёд относительно обелиска (по разным источникам имеющие форму призмы или параллелепипеда). Перед мемориалом установлена плита с бордюром. Обелиск представляет из себя пирамиду (материал - кирпич, цемент), на вершине которой установлена металлическая звезда. Находится на постаменте из двух ступеней (каждая высотой 10 см). На лицевой стороне обелиска и пилонах установлены доски с текстом: (на обелиске указаны установленные имена трёх из пяти погибших, а также год их гибели, а на пилонах помещены цитаты из произведений Р. Роллана и Ф. Достоевского).

## Захоронения
В братской могиле похоронены пятеро партизан, погибших в сентябре 1919 года. Имена трёх из них установлены при помощи местного жителя, также бывшего партизаном.
Список партизан:
- Петр Петрович Бибич — убит в сражении в селе Лянино.
- Гавриил Степанович Тычкин — отправлен отрядом партизан в целях связи в Карасук. Там проговорился своему бывшему односельчанину, был схвачен белыми, подвергнут пыткам и расстрелян.
- Владимир Петрович Чернега — крестьянин деревни Марьяновка, проживавший у тёщи в Новоключах. Принял карательный отряд за партизан, вышел к ним, но был задержан и убит в Багане.

Тела убитых привезли из Лянина, Карасука, Багана соответственно. Из села Лянино был также доставлен труп одного из неизвестных, о втором неизвестном никаких сведений не установлено.